# Tallmätare
Tallmätare (Bupalus piniaria) är en fjäril i familjen mätare.

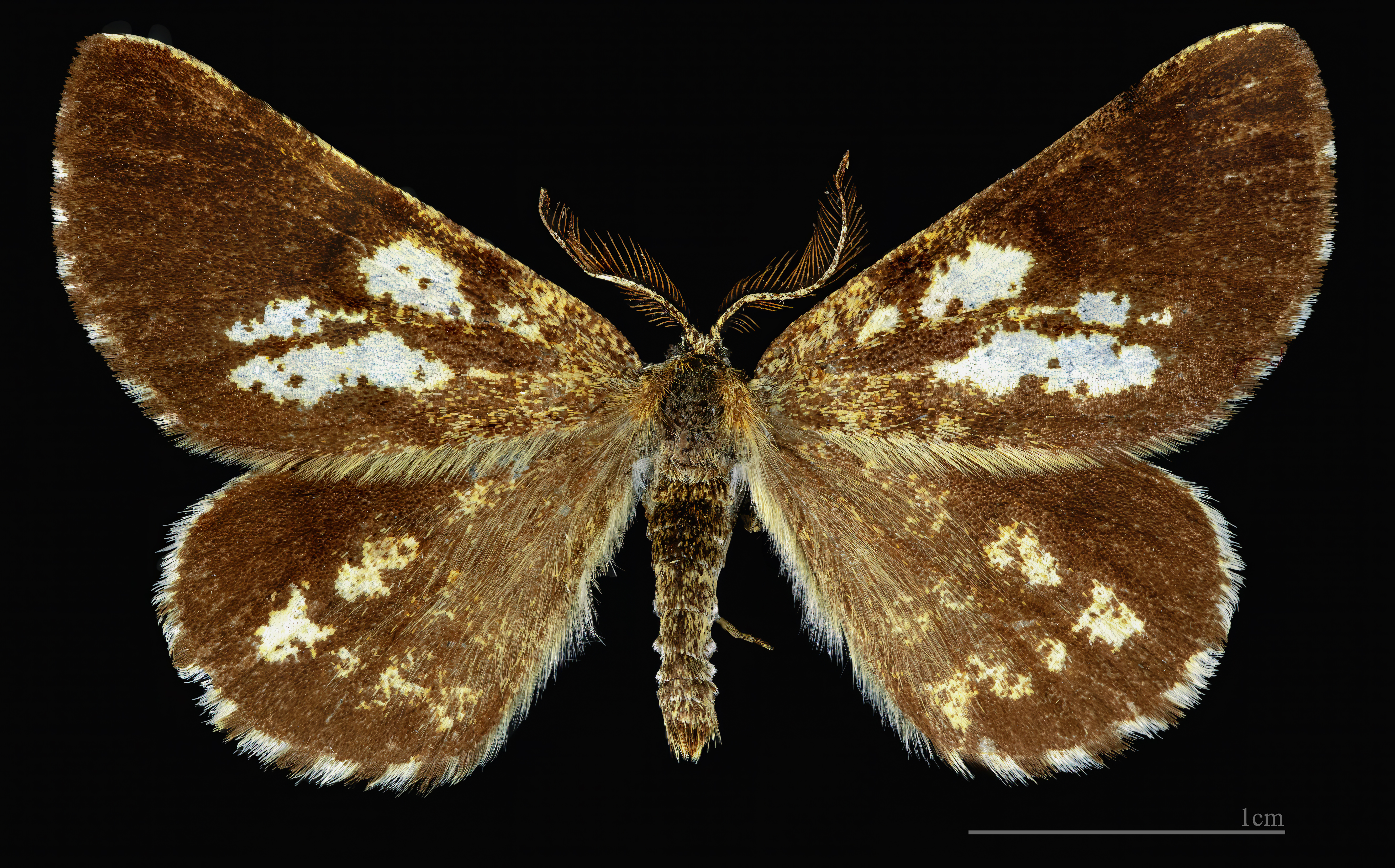
Bupalus piniaria ♂
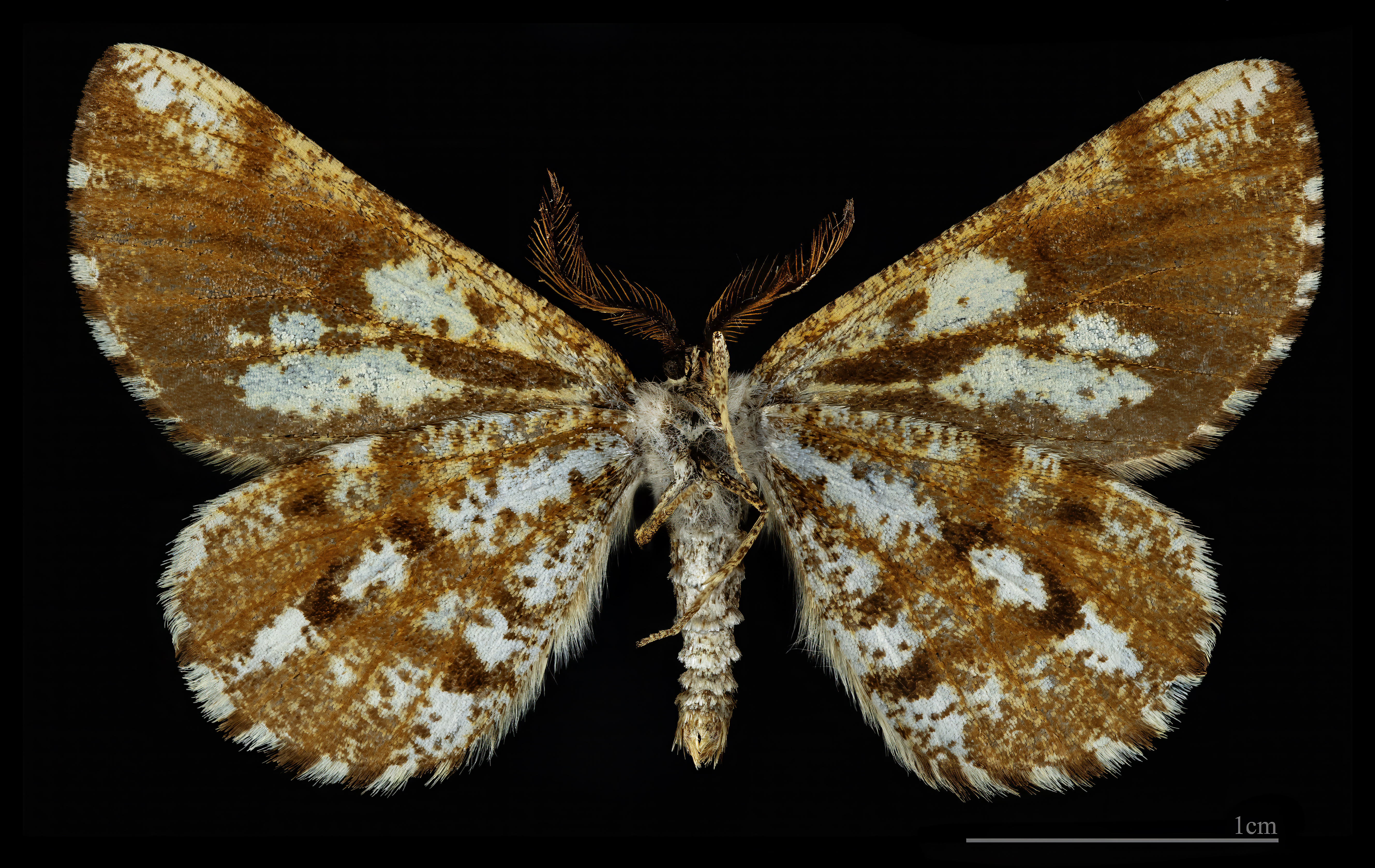
♂ △
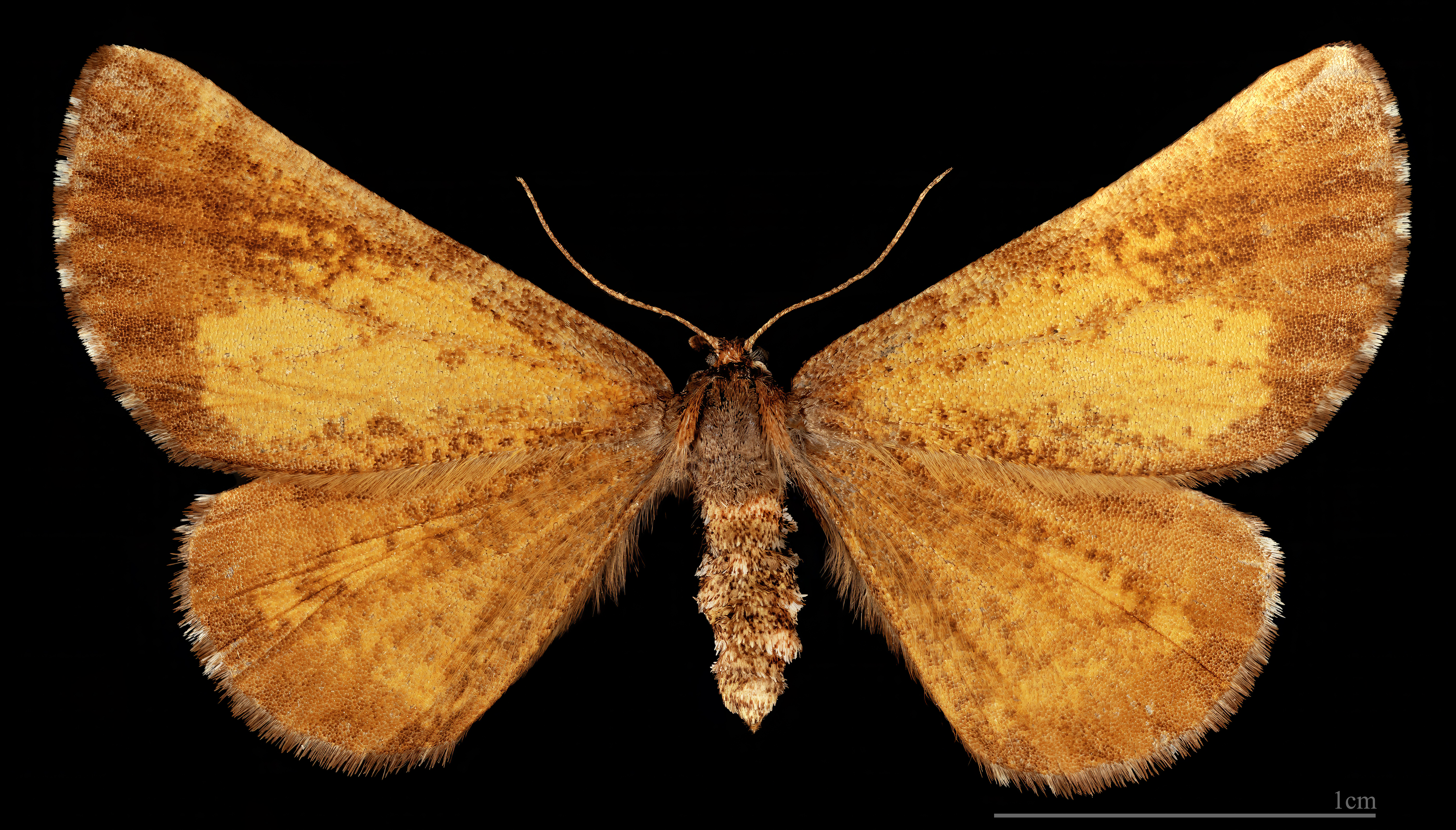
Bupalus piniaria♀
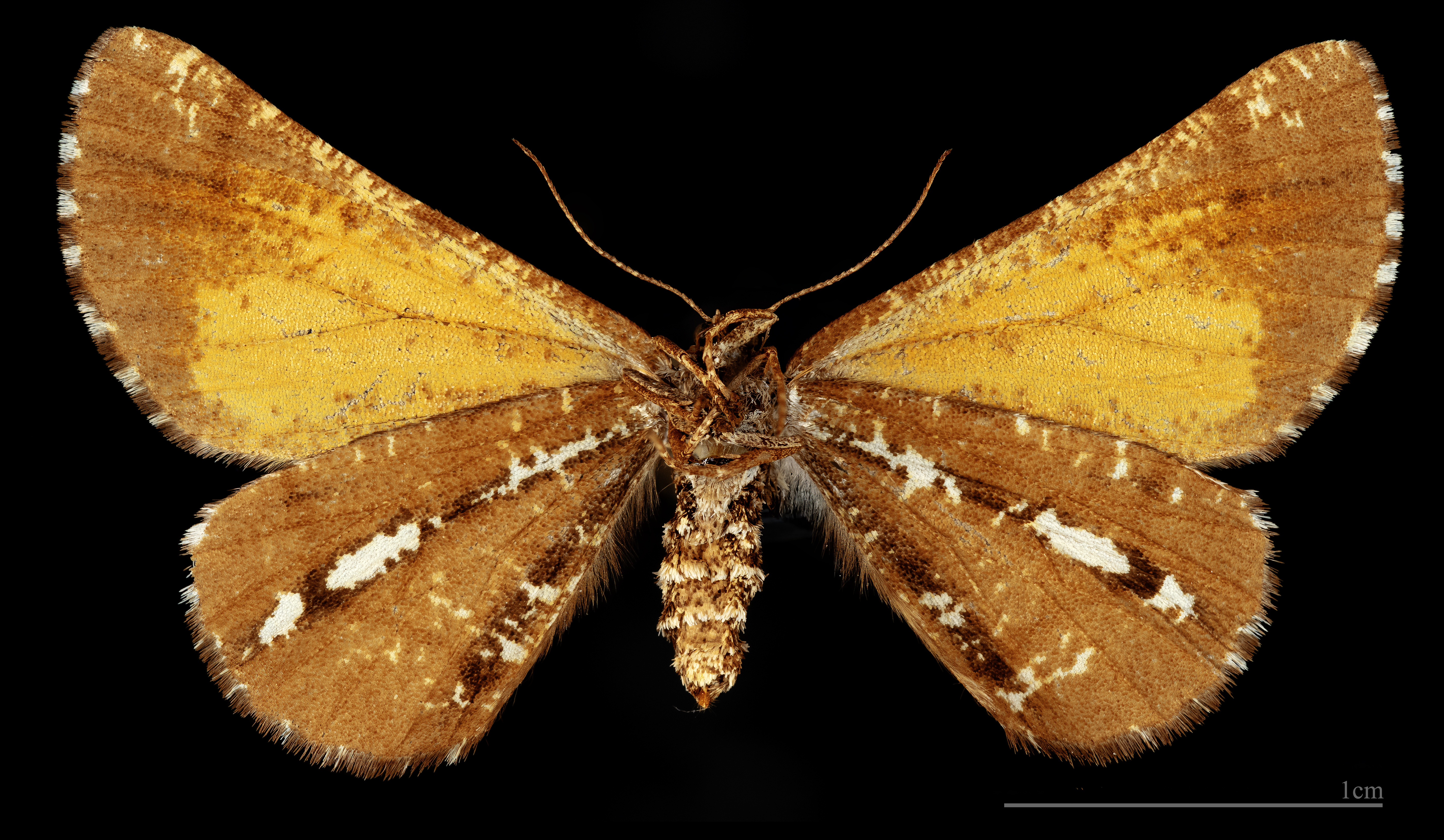
♀ △